# Sylvain Chavanel
Pour les articles homonymes, voir Chavanel.

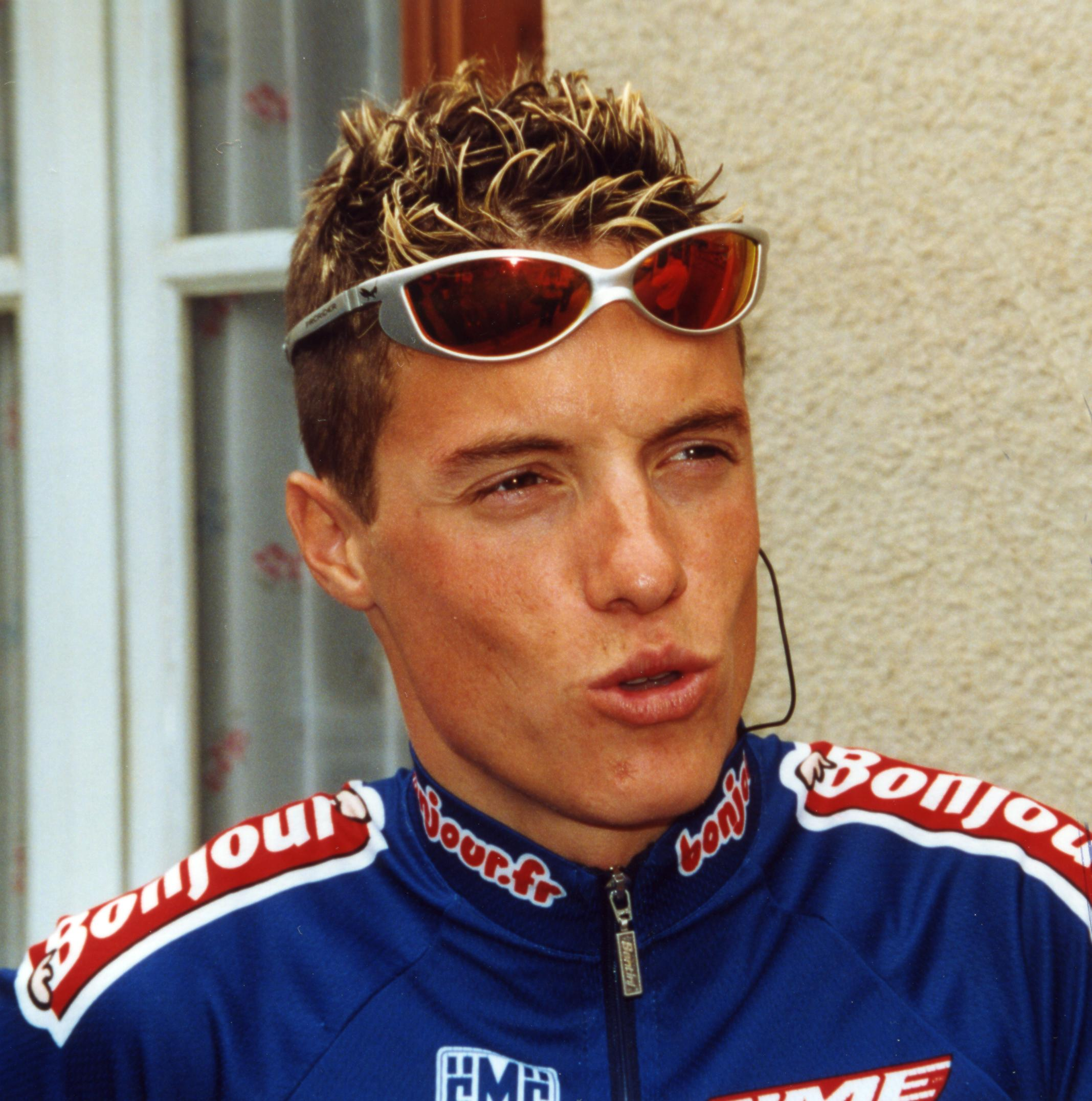
Au Tour de l'Avenir 2001.

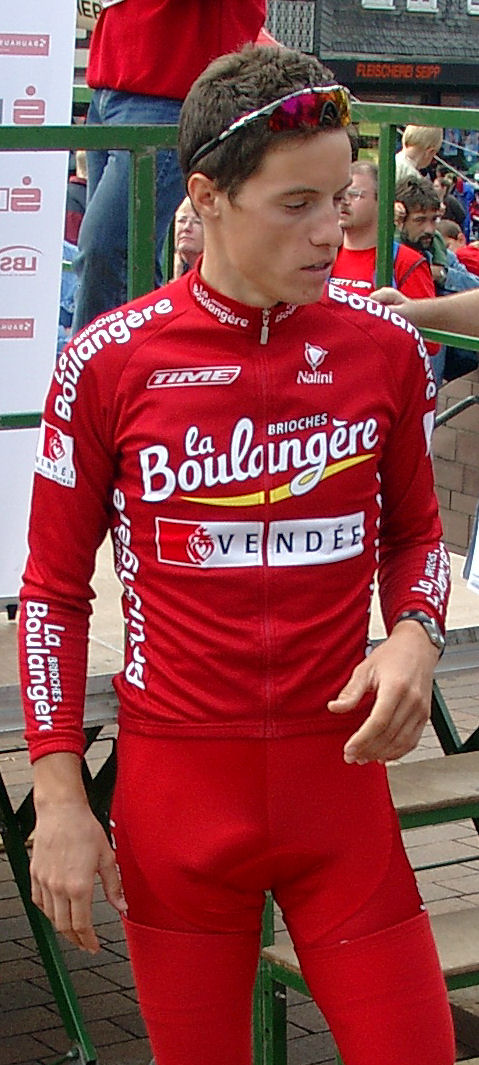
Sylvain Chavanel en 2003.

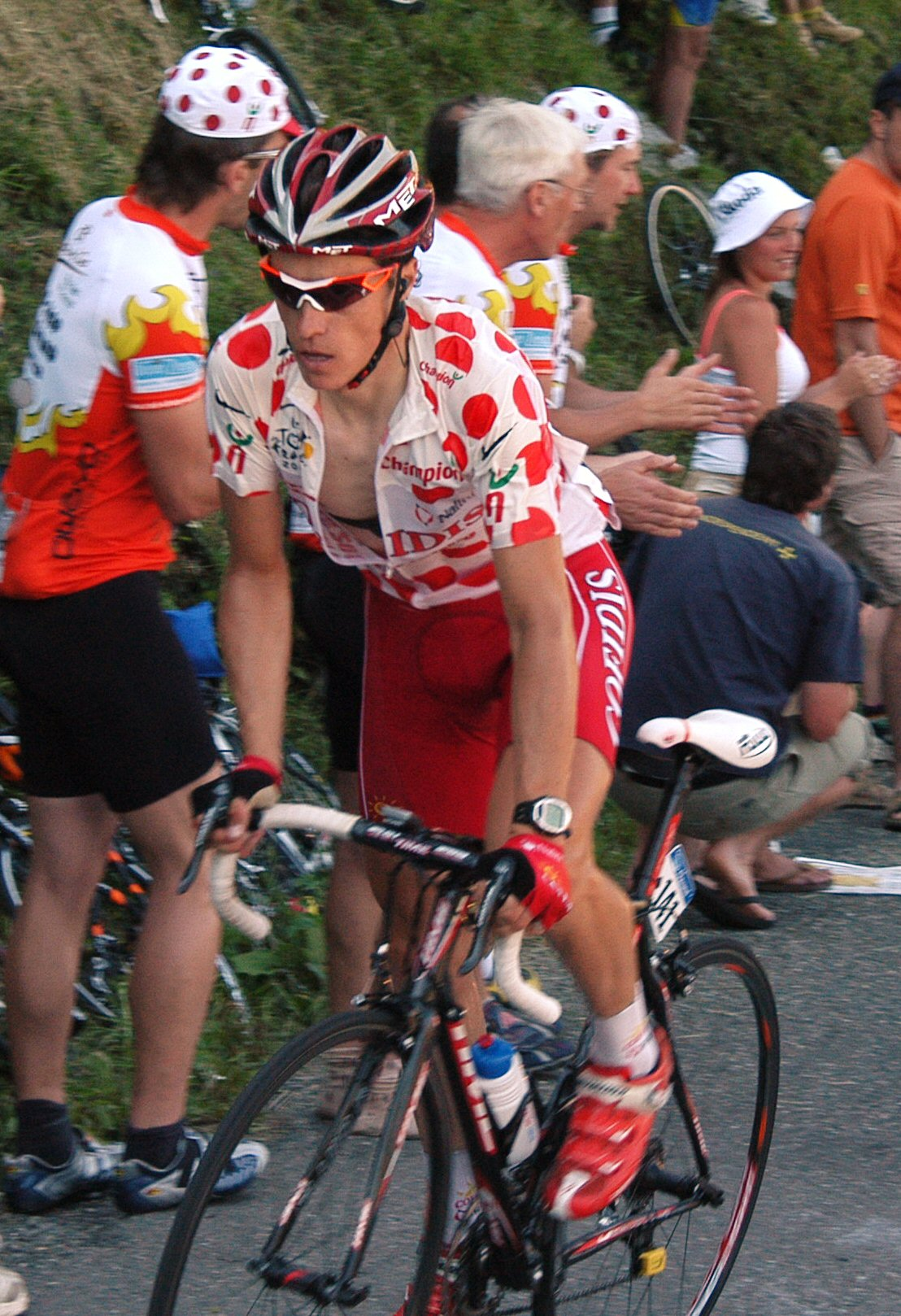
Sylvain Chavanel, vêtu du maillot à pois lors du Tour de France 2007.

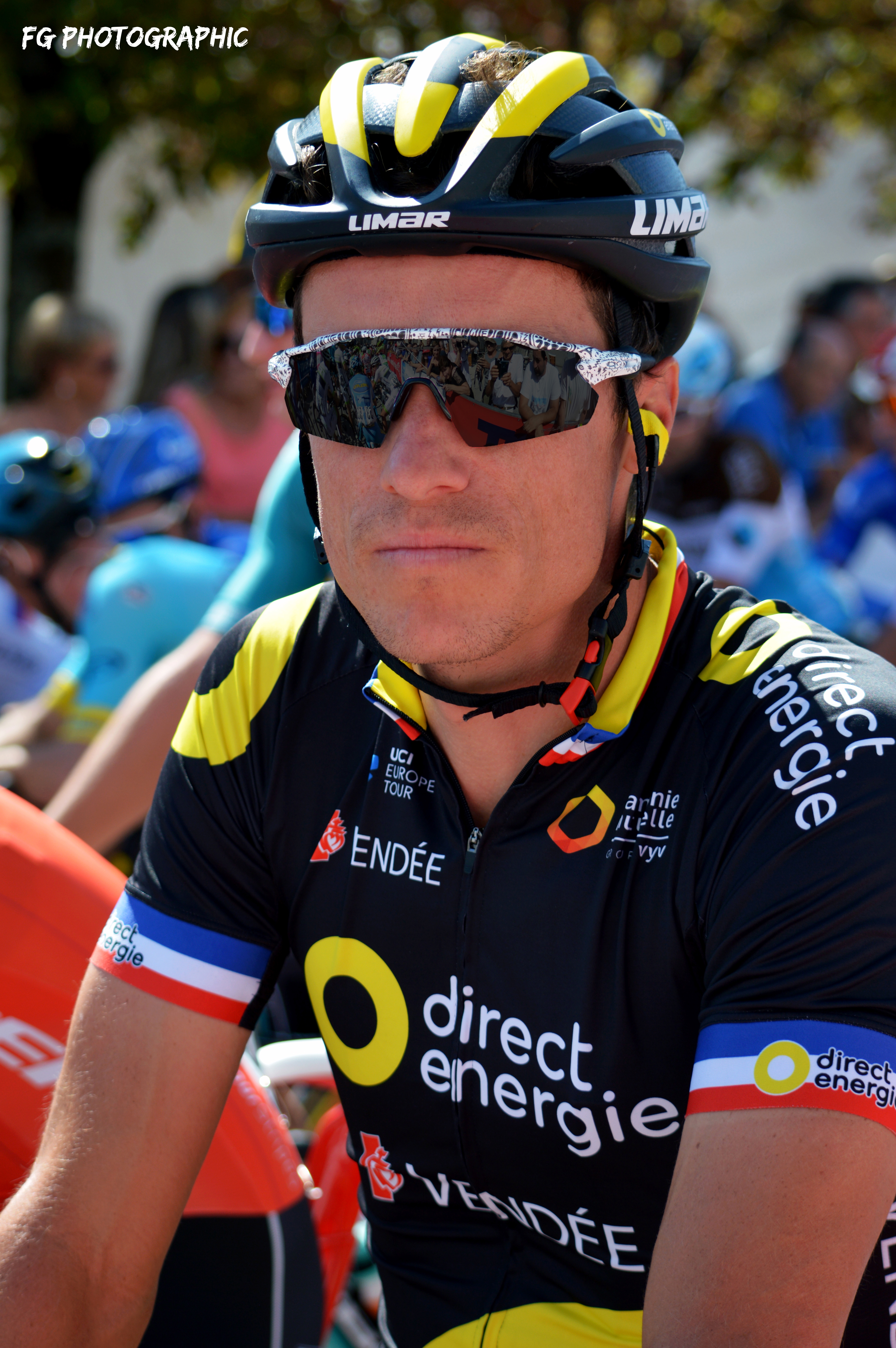
Sylvain Chavanel en août 2018.

Sylvain Chavanel, né le 30 juin 1979 à Châtellerault dans la Vienne, est un coureur cycliste français. Professionnel de 2000 à 2018, il  a notamment été champion de France de cyclisme sur route en 2011, six fois champion de France du contre-la-montre, en 2005, 2006, 2008, 2012, 2013 et 2014 (il devance Eddy Seigneur et ses quatre succès), vainqueur du Grand Prix de Plouay en 2014 et a remporté trois étapes du Tour de France, en 2008 et 2010. Il a également porté le maillot jaune en tant que leader du Tour en 2010 et remporté plusieurs titres de champion de France sur piste. Il détient le record de participation au Tour de France avec 18 départs consécutifs entre 2001 et 2018. Son frère cadet Sébastien Chavanel est également cycliste professionnel.
Durant le Tour de France 2019, il devient consultant pour le journal L'Équipe et tient une émission tous les jours sur l'étape du jour.

## Biographie

### Jeunesse
Sylvain Chavanel naît à Châtellerault dans la Vienne le 30 juin 1979. Son frère cadet Sébastien, né en 1981, est également passé professionnel en 2003. Ses trois autres frères, Frédéric, Bertrand et Cyril pratiquent également le cyclisme et leur oncle Michel est président du Comité Régional Cyclisme du Poitou-Charentes,.
Ses racines familiales sont en Espagne. Ses arrière-grands-parents étaient originaires de Huesca, dans la région d'Aragon. Son grand-père est né à Barcelone et a déménagé à Châtellerault pendant la guerre civile espagnole. D'autres membres de la famille vivent encore en Aragon. Il a déclaré: « L'année dernière [2007], alors que la Vuelta était à Saragosse, j'ai rencontré ma cousine en utilisant un journaliste comme interprète et elle m'a donné une photo de mon grand-père quand il était jeune. En dépit de mes origines, je connais à peine un mot d'espagnol ». Enfant, il joue avec ses frères dans le jardin avec des modèles de cyclistes de course. Il commence à faire du vélo à l'école de Châtellerault à l'âge de huit ans. Il abandonne pour essayer le football, puis revient au vélo : « J'ai recommencé à faire du vélo à 12 ans et depuis, je me suis amélioré chaque année. J'étais une petite chose fragile, immature physiquement. J'avais l'habitude de terminer les courses à mi-chemin dans le peloton féminin et à l'arrière des garçons. Tout a changé le jour où j'ai battu mon frère aîné, Frédéric, dans la catégorie des cadets, même s'il était meilleur que moi à l'époque. ».

### Débuts
Il commence la compétition à l'âge de 13 ans. Il remporte 29 courses sur la route jusqu'à la catégorie des juniors (17/18 ans). Il gagne également sur piste le  championnat de France de poursuite juniors en 1997. Son oncle, Philippe Raby, un ancien coureur vendéen, le recommande à Jean-René Bernaudeau, qui est en train de mettre en place une équipe de professionnels basée dans la région. Bernaudeau voit Chavanel courir pour la première fois à Montrevault, en Maine-et-Loire, alors qu'il affronte des coureurs de l'équipe Vendée U junior de Bernaudeau.
Bernaudeau et Chavanel sont convenus que ce dernier passerait une autre année avec son club, l'AC Châtellerault, qui avait consacré du temps et de l'argent à sa formation. L'assistant de Bernaudeau, Thierry Bricaud, est chargé de dispenser à Chavanel un programme d'entrainement. Chavanel participe au Tour de l'Avenir en 1999 puis, en 2000, à 21 ans, il devient professionnel.

### 2000-2003: l'espoir du cyclisme français
Très jeune, Sylvain Chavanel est considéré comme un des grands espoirs du cyclisme français. Faisant ses armes dans la toute jeune équipe Bonjour, il obtient sa première victoire en professionnel en 2000 en remportant la première étape du Circuit franco-belge au sommet du mont Kruisberg et ne perd son maillot de leader que le dernier jour. Il gagne également le classement des grimpeurs du Tour de l'Avenir. Quelques jours plus tard, il est auteur en solitaire d'une échappée infructueuse de 217 kilomètres lors de Paris-Tours. Sur le Tour de France 2001, son premier grand tour, il est équipier de François Simon, plusieurs jours maillot jaune. Il se classe 65e de la course, puis termine troisième du Tour de l'Avenir derrière Denis Menchov et Florent Brard. 
En 2002 et 2003, il confirme ces espoirs. Il remporte le Trophée des grimpeurs 2002, les Quatre Jours de Dunkerque 2002 et le Tour du Haut-Var 2003, se forgeant une carte de visite intéressante pour son jeune âge. Il termine également deuxième du Tour du Poitou-Charentes en 2002 et 2003 et d'À travers le Morbihan 2003, troisième du Tour de Belgique 2002 et du Tour méditerranéen 2003. Il prouve en même temps ses qualités de rouleur sur les prologues et contre-la-montre courts, comme sur le Dauphiné libéré, le Critérium international ou Paris-Nice : 5e de ces deux courses en 2003, il obtient là ses premiers grands résultats internationaux à 23 ans. Lors du Tour de France 2003, il est troisième de la septième étape qui se termine à Morzine. Il est également échappé dans la quinzième étape dont il aborde la dernière montée en tête avant d'être dépassé par les protagonistes du classement général.
Chavanel termine la saison 2003 à la 36e place mondiale.

### 2004-2007: la difficile confirmation
Durant la seconde partie de sa carrière, Chavanel tarde à se montrer à la hauteur du talent pressenti, ne parvenant jamais à dépasser le classement qui avait été le sien en 2003. 
Au cours de cette période, marquée notamment par son transfert chez Cofidis fin 2004, Chavanel remporte quelques belles victoires : la Polynormande 2004, le Tour du Poitou-Charentes 2005 et 2006, dont il remporte trois étapes, les Quatre Jours de Dunkerque de nouveau, en 2004, le Tour de Belgique 2004, le Circuit de la Sarthe 2005 ou encore le Championnat de France contre-la-montre en 2005 et 2006. 
Malgré ces succès de prestige, il ne parvient pas à s'imposer au niveau supérieur. 12e du Championnat de Zurich 2005, 12e encore du Critérium du Dauphiné libéré 2006, avec notamment une belle 5e place au sommet du mont Ventoux, 10e en 2007, 16e du Tour d'Espagne 2007, il ne pèse jamais réellement sur ces courses par étapes, et ne parvient pas à briller sur le Tour de France, où il ne remporte pas d'étape. Durant le Tour de France 2006, il fait partie lors de la 13e étape de l'échappée de cinq coureurs qui arrive avec près de 30 minutes d'avance sur le peloton et permet à l'Espagnol Óscar Pereiro d'être le vainqueur surprise de ce Tour,.

### 2008-2009: la maturité
2008 voit le retour d'un Chavanel offensif, qui trouve enfin un terrain à sa convenance sur les classiques flamandes du mois de mars. 
Vainqueur d'étape en début de saison sur le Tour méditerranéen, puis deuxième du Tour de l'Algarve, il arrive en pleine confiance sur Paris-Nice où, profitant d'une course de mouvement les trois premiers jours, il s'empare du maillot jaune à l'issue de la 3e étape, à Saint-Étienne. Perdant son maillot le lendemain sur les pentes du mont Serein au profit du Néerlandais Robert Gesink, il part à nouveau à l'offensive et remporte à Cannes la 6e étape. Il termine neuvième de ce Paris-Nice 2008 qu'il aura animé de bout en bout. 
À la fin du mois de mars 2008, il participe pour la première fois à À travers les Flandres et à la Flèche brabançonne, qu'il remporte toutes deux, à quatre jours d'intervalle, chaque fois en solitaire. En juin 2008, il remporte pour la troisième fois le Championnat de France contre-la-montre.
Le 25 juillet 2008, il gagne la 19e étape du Tour de France à Montluçon, en battant au sprint son compagnon d'échappée Jérémy Roy. Il est élu coureur le plus combatif du Tour de France.
En juillet 2008, il s'engage pour deux saisons avec l'équipe Quick Step, où il retrouve son ancien coéquipier Jérôme Pineau.
Chavanel participe alors pour la deuxième fois à la Vuelta. Le 3 septembre, il termine deuxième de l'étape contre-la-montre à Ciudad Real de la Vuelta 2008, et prend la deuxième place dans le classement général, à 2 secondes de Levi Leipheimer. Le lendemain, entre Ciudad Real et Tolède, Chavanel et son équipe travaillent pour lui permettre de prendre deux fois 6 secondes de bonification aux sprints intermédiaires, et pour empêcher ses adversaires de faire de même. Il enfile ainsi le 4 septembre, à l'issue de la 6e étape, le maillot d'or de leader du Tour d'Espagne. Il le perd le lendemain sur la route d'Andorre au profit d'Alessandro Ballan, avant d'abandonner à quelques jours de l'arrivée. Cette saison qu'il termine avec sept victoires lui permet de remporter le Vélo d'or français.
2009 commence aussi bien pour Chavanel que 2008. quatrième du Trophée Bunyola, à nouveau deuxième du Tour de l'Algarve, il participe à Paris-Nice, où il réalise une bonne 1re étape contre-la-montre en prenant la septième place, puis remporte, grâce à une bordure provoquée par l'équipe Rabobank, la 3e étape. Porteur durant trois jours du maillot de leader, il le perd dans l'ascension de la Montagne de Lure au profit d'Alberto Contador, mais termine tout de même troisième du classement général. Il finit cinquième du Grand Prix E3 et septième d'À travers les Flandres. Lors du Tour des Flandres, il passe à l'offensive de loin, notamment en compagnie de Manuel Quinziato mais il ne peut suivre son coéquipier Stijn Devolder dans le Mur de Grammont, lorsque celui-ci accélère après être revenu de l'arrière. Disputant Paris-Roubaix pour la première fois depuis 2001, il termine septième. En juin, il prend une décevante deuxième place au championnat de France du contre-la-montre, battu par le vététiste Jean-Christophe Péraud. Il participe au Tour de France, s'échappe à plusieurs reprises et prend la quatrième place de la 13e étape en ayant été victime d'une fringale. En août, il se met en évidence lors de l'Eneco Tour en remportant le prologue et en terminant à la seconde place du classement général.

### 2010: leader de la Quick Step
Après avoir terminé 14e de Paris-Nice, Chavanel dispute les classiques. Il termine 21e de Milan-San Remo, 22e de Gand-Wevelgem et 24e du Tour des Flandres. Il est à nouveau 24e lors de la Flèche brabançonne, qu'il a gagnée en 2008. Il dispute les classiques ardennaises et termine 16e de l'Amstel Gold Race.
Il est victime d'une chute près de l'arrivée de Liège-Bastogne-Liège alors qu'il allait revenir dans le groupe
Cunego-Voeckler après avoir attaqué dans la descente de la côte de la redoute. Souffrant de fractures dentaires et d'une commotion cérébrale, il doit être opéré et n'est plus en mesure de s'entraîner pendant huit semaines. Cette chute et ses conséquences doivent le priver d'une participation au Tour de France 2010,.
Cependant, il revient à la compétition dès le Tour de Suisse et figure dans la sélection de Quick Step pour le Tour de France. Une semaine avant le départ du Tour, il est, comme en 2009, deuxième du championnat de France du contre-la-montre, devancé cette fois-ci de 25 secondes par Nicolas Vogondy.
Lors du Tour de France, il remporte, à l'issue d'une échappée terminée en solitaire, la deuxième étape. Cette étape est marquée par les chutes de leaders comme Andy Schleck, Lance Armstrong ou encore Alberto Contador. Le peloton, attendant ces coureurs, laisse partir le Français qui endosse ainsi le maillot jaune avec près de 3 minutes d'avance sur le Suisse Fabian Cancellara, précédent leader. Il ne le garde qu'une journée. Lors de l'étape d'Arenberg, il est en effet retardé par une chute de Fränk Schleck puis par deux crevaisons qui lui font perdre 4 minutes permettant ainsi à Cancellara de lui reprendre le maillot jaune. Il remporte le 10 juillet la septième étape au terme d'une nouvelle échappée et reprend le maillot jaune aux dépens du Suisse, victime d'une défaillance. Il perd à nouveau ce maillot dès le lendemain, lors de la première étape alpestre. À la fin du Tour, il est élu le coureur le plus combatif. C'est la deuxième fois, après 2008, qu'il obtient le prix. À la fin de la saison, il est sélectionné par Laurent Jalabert pour participer à la course en ligne et au contre-la-montre au championnat du monde à Melbourne, en Australie.

### 2011: champion de France et deuxième du Tour des Flandres

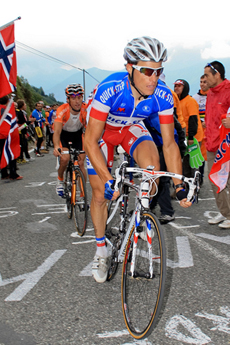
Chavanel avec son maillot de champion de France sur le tour de France.

Après un début de saison où il est souvent à l'avant[réf. souhaitée], il manque la victoire de peu au Tour des Flandres. Alors qu'il semble le plus fort[réf. souhaitée], il échoue d'une demi-roue face à Nick Nuyens qui remporte cette édition 2011. Une semaine plus tard, il chute lourdement dans la classique Paris-Roubaix, qui fut une véritable catastrophe pour l'équipe Quick Step puisque Tom Boonen abandonne à la suite de deux chutes et d'un problème mécanique. Le 26 juin 2011, à Boulogne-sur-Mer, il remporte le championnat de France de cyclisme sur route après avoir résisté pendant 25 km au retour de Thomas Voeckler et d'Anthony Roux. Le nouveau champion de France participe ensuite au Tour de France. Victime d'une chute lors de la 5e étape, Chavanel est victime d'une luxation de l'épaule droite. Au bord de l'abandon les deux jours qui suivent, il continuera l'épreuve jusqu'à son terme et termine à la 61e place, après avoir tenté plusieurs fois de s'échapper. Il participe ensuite au Tour d'Espagne où, échappé dès la 3e étape, il prend la deuxième place de l'étape et du classement général derrière Pablo Lastras. Frustré et revanchard d'avoir échoué la veille, il s'empare du maillot rouge le lendemain, au sommet de la Sierra Nevada en s'accrochant au groupe des favoris. Il le conserve lors de la 5e étape pour 9 secondes par rapport à Daniel Moreno.

### 2012
En 2012, Chavanel fait une nouvelle fois de Paris-Nice, où il a souvent obtenu de bons résultats, son objectif de début de saison, après quoi il prévoit de se tourner vers les classiques flandriennes. Sa préparation passe par le Tour de San Luis en Argentine où il obtient la neuvième place, puis le Tour d'Oman où il obtient la quinzième place. Sur Paris-Nice, il obtient la huitième place finale. Il souffre cependant d'une bronchite durant cette course. Il renonce à participer à Milan-San Remo. De retour à la compétition pour À travers les Flandres, il en prend la deuxième place derrière son coéquipier Niki Terpstra. Deux jours plus tard, lors du Grand Prix E3 qui entre dans le calendrier de l'UCI World Tour lors de cette édition, il accompagne Dmitriy Muravyev dans une échappée initiée après l'ascension du Vieux Quaremont. Le duo est finalement rejoint et la course est remportée au sprint par Tom Boonen, coéquipier de Chavanel,. Durant la semaine qui suit, il remporte les Trois Jours de La Panne en s'imposant lors du contre-la-montre de 14 kilomètres le dernier jour. Il est le premier Français à inscrire son nom au palmarès de l'épreuve. Ses deux premières victoires personnelles de l'année sont les 22e et 23e de son équipe, qui connaît un début de saison particulièrement réussi,.
Le 21 juin, quatre ans après son dernier titre, Sylvain Chavanel remporte pour la quatrième fois le championnat de France du contre-la-montre après 2005, 2006 et 2008, devançant Jérémy Roy de 13 secondes. Après avoir été longtemps leader virtuel, il termine ensuite troisième du prologue du Tour de France à Liège, devancé par Fabian Cancellara et Bradley Wiggins. Diminué par une bronchite, il abandonne lors de la 15e étape et se prépare pour les Jeux olympiques, où il est sélectionné par Laurent Jalabert pour la course en ligne et le contre-la-montre. Il effectue un contre-la-montre décevant, terminant à la 29e place, ralenti par sa roue qui touche le cadre de son vélo. Il prend la vingtième place de la course en ligne. En août, il prend la deuxième place de l'Eneco Tour, course par étapes du World Tour disputée en Belgique et aux Pays-Bas. Ce résultat assure à la France une place parmi les dix premières nations du World Tour, et par conséquent un effectif de neuf coureurs au championnat du monde sur route.
Chavanel dispute les trois épreuves de ces championnats du monde. Avec ses coéquipiers d'Omega Pharma-Quick Step Niki Terpstra, Tom Boonen, Kristof Vandewalle, Peter Velits et Tony Martin, il remporte le nouveau championnat du contre-la-montre par équipes de marques. Il prend la quinzième place du contre-la-montre individuel, puis dispute la course en ligne, au service de Thomas Voeckler, désigné leader. Celui-ci prend la septième place, tandis que Chavanel est 57e.

### 2013

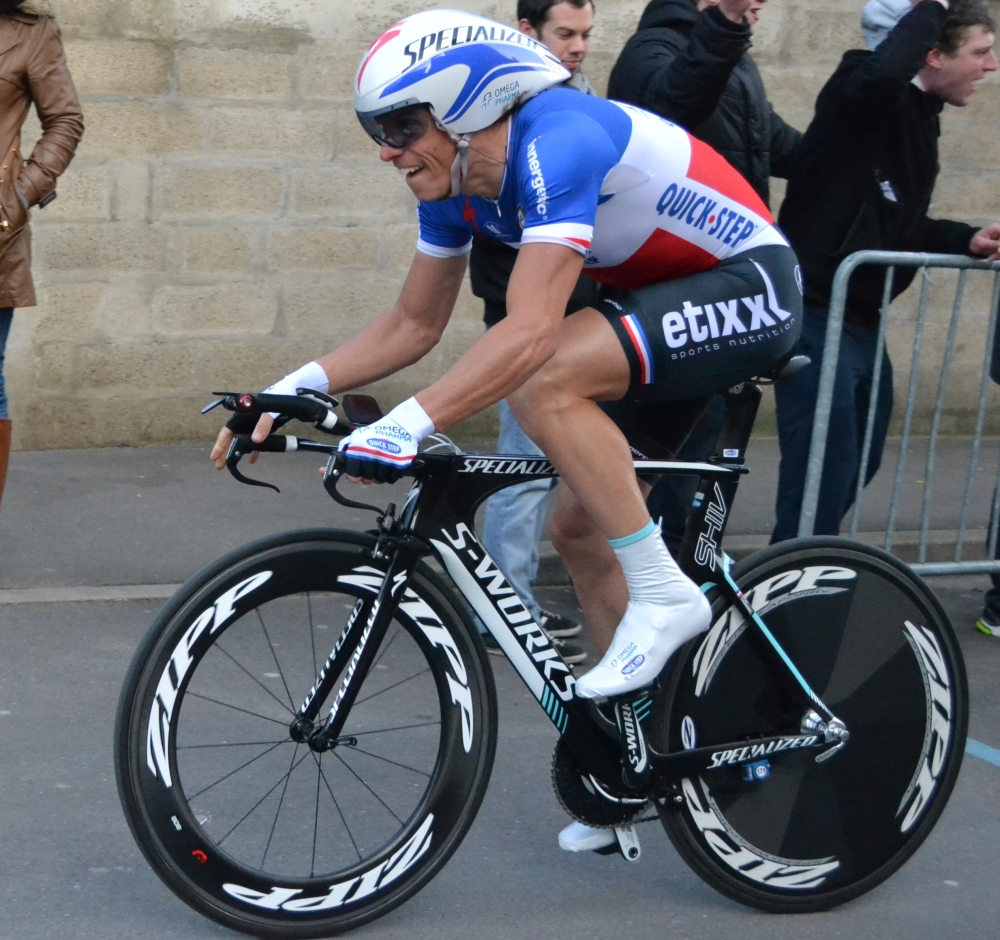
Sylvain Chavanel durant Paris-Nice.

Sylvain Chavanel entame la saison 2013 au Tour de San Luis en janvier. Il participe ensuite en février au Tour de l'Algarve avant d'obtenir la septième place de la course d'ouverture des classiques flandriennes, le Circuit Het Nieuwsblad. En mars, il souhaite être un protagoniste de Paris-Nice qui marque son premier pic de forme qui doit l'amener jusque Paris-Roubaix. Il commence la « course au soleil » par une deuxième place sur le prologue, à une seconde de Damien Gaudin. Chavanel gagne ensuite au sprint la sixième étape devant Philippe Gilbert et termine finalement à la cinquième place à l'issue du contre-la-montre du col d'Èze. Attendu la semaine suivante sur Milan-San Remo, la course est réduite de plus de 50 kilomètres en raison de chutes de neige. Chavanel s'échappe en compagnie de Ian Stannard et d'Eduard Vorganov dans la descente de la Cipressa. Il passe ensuite le Poggio en tête avec Stannard mais est rejoint par un petit groupe peu avant l'arrivée. Il est quatrième d'un sprint remporté par Gerald Ciolek. Le Français prend alors la tête de l'UCI World Tour. En raison des conditions très difficiles dans lesquelles s'est disputée la Primavera, Chavanel renonce à participer à À travers les Flandres mais est bien présent au GP E3 où il se classe sixième. Chavanel perd après la course la tête du World Tour au profit de Peter Sagan, deuxième à Harelbeke. Le Français, comme en 2012, remporte ensuite les Trois Jours de La Panne grâce à son succès lors du contre-la-montre et aborde le Tour des Flandres en outsider. Lors d'une course marquée par la chute rapide de Tom Boonen, Chavanel ne peut suivre l'attaque de Fabian Cancellara dans le Vieux Quaremont et termine treizième à 1 minute 39 secondes du Suisse. Sur Paris-Roubaix, un problème mécanique l'empêche de figurer aux avant-postes de la course et il termine 19e. La première partie de sa saison se termine par une quatrième place dans la Flèche brabançonne.
De retour en mai au Tour de Californie où il est à plusieurs reprises dans les dix premiers d'étapes, Chavanel participe ensuite en juin au Critérium du Dauphiné. Aux championnats de France organisés à Lannilis, il remporte tout d'abord le contre-la-montre avec plus de deux minutes d'avance sur le deuxième, Jérémy Roy, puis il termine à la deuxième place de la course en ligne derrière Arthur Vichot, le podium étant complété par Tony Gallopin. Retenu par son équipe afin de participer au Tour de France, il se distingue en s'échappant dans les derniers kilomètres lors de la deuxième étape, sans réussite. Deux jours plus tard, Omega Pharma-Quick Step est battue d'une seconde par Orica-GreenEDGE lors du contre-la-montre par équipes. Lors de la quinzième étape, il est le dernier de l'échappée à être repris dans le Mont Ventoux. Il effectue aussi un travail d'équipier pour le sprinter britannique Mark Cavendish, en particulier lors de la treizième étape, en étant l'un des protagonistes du coup de bordure, faisant exploser le peloton. Une semaine après la fin du Tour de France, il est onzième de la Classique de Saint-Sébastien. Chavanel participe en août à l'Eneco Tour, où il remporte la cinquième étape, un contre-la-montre de 13,2 km, devenant ainsi deuxième du classement général à quatre secondes de Lars Boom. À la fin de l'épreuve à Grammont, il termine à la sixième place, à 1 minute 20 secondes du vainqueur, son coéquipier Zdeněk Štybar. À la fin du mois de septembre, Chavanel participe aux championnats du monde de Florence. Avec sa formation Omega Pharma-Quick Step (OPQS), Chavanel remporte tout d'abord le contre-la-montre par équipes pour la deuxième année consécutive. Trois jours plus tard, Chavanel participe pour la France au contre-la-montre individuel. Troisième au premier point intermédiaire, il rétrograde ensuite pour se classer vingt-deuxième à 3 minutes 48 secondes du vainqueur, son coéquipier allemand chez OPQS Tony Martin. Il n'est ensuite pas retenu pour la course en ligne.
Le 22 août 2013, il annonce dans un entretien accordé au journal L'Équipe qu'il courra en 2014 pour l'équipe suisse IAM. Il emmène avec lui son coéquipier et ami Jérôme Pineau.

### 2014: victoire à Plouay

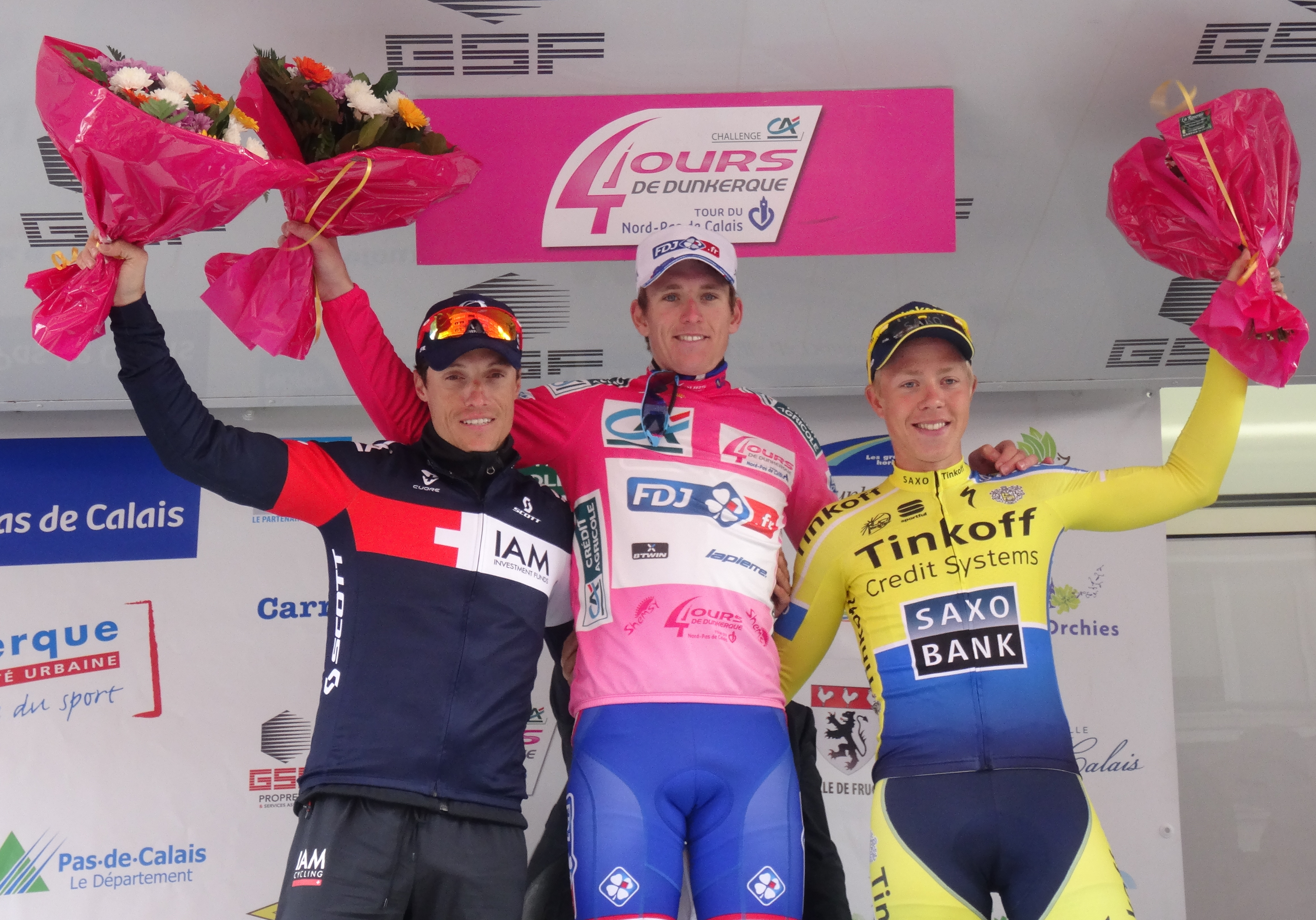
Podium de l'édition 2014 des Quatre Jours de Dunkerque : Sylvain Chavanel (2e), Arnaud Démare (1er), et Michael Valgren (3e).

Pour sa première saison avec l'équipe IAM, Sylvain Chavanel a comme premiers objectifs Paris-Nice puis les classiques flandriennes. Sur ces courses d'un jour, Chavanel est chef de file de son équipe en association avec Heinrich Haussler.
Il remporte en mai la troisième étape des Quatre Jours de Dunkerque reliant Fruges à Calais et se classe finalement second de l'épreuve derrière Arnaud Démare. Quelques jours avant le départ du Tour de France, il se distingue lors des championnats de France de cyclisme sur route en devenant une nouvelle fois champion de France du contre-la-montre. Il glane à cette occasion sa sixième victoire dans l'épreuve chronométrée. Il s'agit aussi de son troisième succès consécutif après ceux de 2012 et 2013 ce qui constitue un record (qu'il partage avec son directeur sportif Eddy Seigneur).
En août, en forme, il remporte consécutivement le contre-le-montre et le classement général du Tour du Poitou-Charentes et le Grand Prix de Plouay,,. Cette victoire à Plouay est sa première sur une course d'un jour de l'UCI World Tour, le plus haut niveau de cyclisme sur route.
Initialement présélectionné pour le contre-la-montre et la course en ligne des championnats du monde, il est retenu sur ces deux épreuves. Il termine en 17e position du contre-la-montre et 77e de la course en ligne à six minutes et onze secondes du vainqueur, le Polonais Michał Kwiatkowski. En l'absence de Tony Martin, triple tenant du titre, Chavanel termine sa saison par une victoire au Chrono des Nations-Les Herbiers-Vendée en devançant le rouleur de la FDJ.fr Jérémy Roy d'un peu plus de cinquante secondes.

### 2015

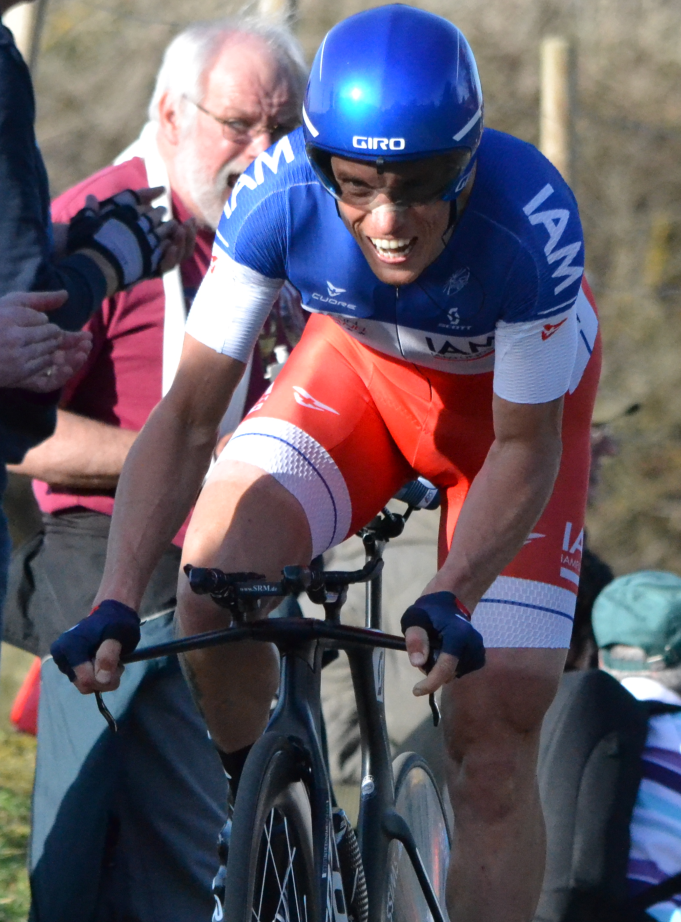
Sylvain Chavanel à Paris-Nice 2015.

Lors de la saison 2015, la dernière avec sa formation IAM Cycling (il annonce en septembre son retour auprès de Jean-René Bernaudeau pour 2016), il réussit pour la première fois de sa carrière la performance de disputer et terminer les trois grands tours du calendrier. En toute fin de saison, en raison d'un programme sur route qu'il juge léger, il décide de revenir à la piste (qu'il a connu chez les jeunes mais jamais en Élite) et de préparer les championnats de France de poursuite individuelle. Le 2 octobre, il couronne son initiative de succès en remportant le titre national devant le tenant Julien Morice et Corentin Ermenault.

### 2016: retour avec Bernaudeau
Pour sa première saison sous les couleurs de l'équipe française Direct Énergie (nouveau nom d'Europcar), Sylvain Chavanel entame son année par le Grand Prix d'ouverture La Marseillaise. Il enchaîne ensuite avec l'Étoile de Bessèges. Après deux victoires au sprint de son coéquipier Bryan Coquard, Chavanel fait partie d'un groupe d'une vingtaine de coureurs qui se dispute la victoire de la troisième étape. Il s'impose au sprint devant Tony Gallopin et prend en même temps la tête de l'épreuve. Il est présent dans la sélection française constituée pour le premier championnat d'Europe sur route professionnel disputé à Plumelec. Il y participe au contre-la-montre. En fin de saison il conserve son titre de champion de France de poursuite en battant Corentin Ermenault lors de la finale de l'épreuve disputée sur le vélodrome de Bordeaux. Par la suite, il prend part aux championnats d'Europe de cyclisme sur piste qui ont lieu du 19 au 23 octobre 2016 sur le vélodrome de Saint-Quentin-en-Yvelines. Associé à Benjamin Thomas, Florian Maître,  Thomas Denis et Corentin Ermenault il décroche le titre de champion d'Europe de poursuite par équipes. Il se classe également dixième de l'épreuve de poursuite individuelle.

### 2017
Sylvain Chavanel refuse de participer aux championnats du monde de cyclisme sur piste qui se disputent en avril, justifiant cela par une transition route/piste trop difficile. Il est au cours de ce mois neuvième du Tour des Flandres. En mai il remporte une étape des Quatre Jours de Dunkerque et porte le maillot rose de leader de cette course. Au deuxième semestre il participe au Tour de France pour la dix-septième fois et égale à cette occasion le record de participation de Jens Voigt. À l'attaque sur plusieurs étapes il termine l'épreuve en vingt-cinquième position. De retour à la compétition au mois d'août il décroche le titre de champion de France de l'américaine (avec Thomas Boudat) et une médaille d'argent en poursuite individuelle derrière Corentin Ermenault lors des championnats de France de cyclisme sur piste.

### 2018: dernière saison
En juin 2018, il se classe huitième du championnat de France du contre-la-montre.
Il dispute le 18e et dernier Tour de France de sa carrière et devient détenteur du record de participations. Il annonce également sa retraite sportive après le Tour de Vendée qui aura lieu début octobre. Au mois d'août, il participe aux championnats de France de cyclisme sur piste et se classe troisième de la poursuite par équipes en compagnie de Thomas Boudat, Vincent Crabos et Aurélien Moulin. Il obtient également la quatrième place de la course aux points, ainsi que deux médailles d'argent grâce à la poursuite individuelle et la course à l'américaine. Le même mois Sylvain Chavanel termine deuxième du Tour Poitou-Charentes derrière Arnaud Démare et devant Yoann Paillot. En juillet, il devient le premier coureur à participer à dix-huit Tours de France, après avoir participé à toutes les éditions depuis 2001. Le 14 octobre, il prend sa retraite de coureur avec une cinquième place au Chrono des Nations. Après la course, il déclare qu'il aimerait un jour créer sa propre équipe professionnelle, potentiellement basée dans la région de la Nouvelle-Aquitaine, dans le sud-ouest de la France, d'où il est originaire.

### Après-carrière
En mai 2019, il gagne l'étape-reine du Titan Desert, une course de VTT à travers le Maroc.
Le 21 août 2020 la presse fait savoir que Sylvain Chavanel entame une carrière de driver hippique tout en devenant, à l'occasion du Tour de France 2021, ambassadeur pour la course et pour l'organisateur (ASO)

## Style
Durant les premières saisons de sa carrière professionnelle, Sylvain Chavanel est un coureur dont l'objectif principal est le Tour de France, poussé en cela par son encadrement technique. Son passage dans l'équipe Cofidis l'amène à s'orienter davantage vers les courses d'un jour. Il déclare dans une interview à L'Humanité à propos de son profil de coureur : « Je suis un attaquant, j'ai envie de provoquer, de mettre le bordel dans le peloton. »
Avec ses 45 victoires sur près de deux décennies au plus haut niveau, Chavanel a déclaré dans une interview télévisée à France 3 qu’il était surtout fier d'être considéré par les fans comme un coureur de panache, le genre de coureur qui n'a pas peur d'attaquer et d'animer une course, le rendant attachant aux yeux du grand public.

## Palmarès, résultats, classements et distinctions

### Sur route

#### Palmarès
| - 1997 - 3e du Grand Prix des Nations juniors - 1998 - 3e étape du Tour du Haut-Béarn - 2e du Grand Prix des Foires d'Orval - 3e du Tour du Haut-Béarn - 1999 - 6e étape du Circuit des plages vendéennes - Une étape du Tour de la Manche - 2e du Circuit de la vallée de la Loire - 2e du Grand Prix de Montamisé - 3e du Circuit des plages vendéennes - 3e de la Ronde de l'Oise - 3e du championnat de France du contre-la-montre espoirs - 2000 - 1re étape du Circuit franco-belge - 2e du Prix des blés d'or - 3e du Circuit franco-belge - 2001 - 3e du Tour de l'Avenir - 2002 - Classement général des Quatre Jours de Dunkerque - Trophée des grimpeurs - 2e du Tour du Poitou-Charentes - 3e du Tour de Belgique - 2003 - Tour du Haut-Var - 3eb étape du Circuit de la Sarthe (contre-la-montre) - 2e du Tour du Poitou-Charentes - 2e d'À travers le Morbihan - 3e du Tour méditerranéen - 5e de Paris-Nice - 2004 - Classement général des Quatre Jours de Dunkerque - Classement général du Tour de Belgique - 3e et 4e (contre-la-montre) étapes du Tour du Poitou-Charentes - Polynormande - 2005 - Champion de France du contre-la-montre - Classement général du Tour du Poitou-Charentes - Circuit de la Sarthe : - Classement général - 5e étape - Duo normand (avec Thierry Marichal) - 9e du Tour de Pologne - 2006 - Champion de France du contre-la-montre - Classement général du Tour du Poitou-Charentes - 2007 - 3e du Trophée des grimpeurs - 10e du Critérium du Dauphiné libéré - 2008 - Champion de France du contre-la-montre - 5e étape du Tour méditerranéen - 6e étape du Paris-Nice - À travers les Flandres - Flèche brabançonne - 4e étape du Tour de Catalogne - Tour de France : - Prix de la combativité - 19e étape - 2e du Tour de l'Algarve - 9e de Paris-Nice - 10e du championnat du monde de contre-la-montre | - 2009 - 3e étape de Paris-Nice - Prologue de l'Eneco Tour - 2e du championnat de France du contre-la-montre - 2e de l'Eneco Tour - 2e du Tour de l'Algarve - 3e de Paris-Nice - 7e de Paris-Roubaix - 2010 - Tour de France : - Prix de la combativité - 2e et 7e étapes - 2e du championnat de France du contre-la-montre - 2011 - Champion de France sur route - 2e du Tour des Flandres - 2012 - Champion du monde du contre-la-montre par équipes - Champion de France du contre-la-montre - Trois Jours de La Panne : - Classement général - 3eb étape (contre-la-montre) - 2e d'À travers les Flandres - 2e de l'Eneco Tour - 2e du Chrono des Nations-Les Herbiers-Vendée - 8e de Paris-Nice - 10e du Tour des Flandres - 2013 - Champion du monde du contre-la-montre par équipes - Champion de France du contre-la-montre - 6e étape de Paris-Nice - Trois Jours de La Panne : - Classement général - 3eb étape (contre-la-montre) - 5e étape de l'Eneco Tour (contre-la-montre) - 2e du championnat de France sur route - 3e du Chrono des Nations-Les Herbiers-Vendée - 4e de Milan-San Remo - 5e de Paris-Nice - 6e du Grand Prix E3 - 6e de l'Eneco Tour - 2014 - Champion de France du contre-la-montre - 3e étape des Quatre Jours de Dunkerque - Tour du Poitou-Charentes : - Classement général - 4e étape (contre-la-montre) - Grand Prix de Plouay - Chrono des Nations-Les Herbiers-Vendée - 2e des Quatre Jours de Dunkerque - 3e du Tour de Belgique - 2015 - 3e du championnat de France sur route - 3e du championnat de France du contre-la-montre - 2016 - 3e étape de l'Étoile de Bessèges - Tour du Poitou-Charentes : - Classement général - 4e étape (contre-la-montre) - 2017 - 4e étape des Quatre Jours de Dunkerque - 9e du Tour des Flandres - 2018 - 2e du Tour du Poitou-Charentes |

#### Résultats sur les grands tours

##### Tour de France
18 participations (record)
- 2001 : 65e
- 2002 : 36e
- 2003 : 37e
- 2004 : 30e
- 2005 : 58e
- 2006 : 45e
- 2007 : retrait de l'équipe Cofidis (16e étape)
- 2008 : 61e, vainqueur de la 19e étape et du  prix de la combativité
- 2009 : 18e
- 2010 : 31e, vainqueur des 2e et 7e étapes et du  prix de la combativité,  maillot jaune pendant deux jours
- 2011 : 61e
- 2012 : abandon (15e étape)
- 2013 : 31e
- 2014 : 34e
- 2015 : 54e
- 2016 : 43e
- 2017 : 25e
- 2018 : 39e

##### Tour d'Italie
1 participation
- 2015 : 36e

##### Tour d'Espagne
4 participations
- 2007 : 16e
- 2008 : non-partant (17e étape),  maillot or pendant 1 jour
- 2011 : 27e,   maillot rouge pendant quatre jours
- 2015 : 47e

#### Classements mondiaux
Jusqu'en 2004, le classement UCI concerne tous les coureurs ayant obtenu des points lors de courses du calendrier international de l'Union cycliste internationale (324 courses en 2004). En 2005, l'UCI ProTour et les circuits continentaux sont créés, ayant chacun leur classement. De 2005 à 2008, le classement de l'UCI ProTour classe les coureurs membres d'équipes ProTour en fonction des points qu'ils ont obtenu lors des courses du calendrier UCI ProTour, soit 28 courses en 2005, 27 en 2006, 26 en 2007. En 2008, le calendrier du ProTour est réduit à 15 courses en raison du conflit entre l'UCI et les organisateurs de plusieurs courses majeures. Les trois grands tours, Paris-Roubaix, la Flèche wallonne, Liège-Bastogne-Liège, le Tour de Lombardie, Tirreno-Adriatico et Paris-Nice ne sont donc pas pris en compte dans le classement ProTour 2008. En 2009 et 2010, un « classement mondial UCI » remplace le classement ProTour. Il prend en compte les points inscrits lors des courses ProTour et des courses qui n'en font plus partie, regroupées dans un « calendrier historique », soit au total 24 courses en 2009 et 26 en 2010. Ce nouveau classement prend en compte les coureurs des équipes continentales professionnelles. En 2011, l'UCI ProTour devient l'UCI World Tour et reprend dans son calendrier les courses qui l'avaient quitté en 2008. Il comprend 27 courses en 2011 et son classement ne concerne plus que les coureurs membres des 18 équipes ProTeam.
Sylvain Chavanel est no 1 mondial du classement UCI à partir du 17 mars jusqu'au 22 mars 2013.
| Année                                 | 1999  | 2000 | 2001 | 2002 | 2003 | 2004 | 2005 | 2006 | 2007 | 2008 | 2009 | 2010 | 2011 | 2012 | 2013 | 2014 | 2015 | 2016 | 2017 | 2018 |
| ------------------------------------- | ----- | ---- | ---- | ---- | ---- | ---- | ---- | ---- | ---- | ---- | ---- | ---- | ---- | ---- | ---- | ---- | ---- | ---- | ---- | ---- |
| Classement UCI                        | 1202e | 335e | 176e | 83e  | 36e  | 36e  |      |      |      |      |      |      |      |      |      |      |      |      |      |      |
| UCI ProTour                           |       |      |      |      |      |      | 138e | 153e | 141e | 108e |      |      |      |      |      |      |      |      |      |      |
| Calendrier mondial                    |       |      |      |      |      |      |      |      |      |      | 22e  | 101e |      |      |      |      |      |      |      |      |
| UCI World Tour                        |       |      |      |      |      |      |      |      |      |      |      |      | 55e  | 45e  | 24e  |      | 135e | nc   | nc   | nc   |
| Classement mondial                    |       |      |      |      |      |      |      |      |      |      |      |      |      |      |      |      |      | 145e | 120e | 156e |
| UCI Europe Tour                       |       |      |      |      |      |      |      |      |      |      |      |      |      |      |      | 6e   |      | 54e  | 76e  | 59e  |
|                                       |       |      |      |      |      |      |      |      |      |      |      |      |      |      |      |      |      |      |      |      |
| Légende : nc = non classéSource : UCI |       |      |      |      |      |      |      |      |      |      |      |      |      |      |      |      |      |      |      |      |

### Sur piste

#### Coupe du monde
- 2016-2017
  - Classement général de la poursuite individuelle
  - 1er de la poursuite individuelle à Glasgow
  - 2e de la poursuite par équipes à Glasgow

#### Championnats d'Europe
| Édition / Épreuve              | Poursuite individuelle | Poursuite par équipes                                                         |
| Saint-Quentin-en-Yvelines 2016 | 10e                    | Or (avec Benjamin Thomas, Florian Maître, Thomas Denis et Corentin Ermenault) |

#### Championnats nationaux
| - 1997 - Champion de France de poursuite individuelle juniors - 3e de la course aux points juniors - 2015 - Champion de France de poursuite individuelle - 2016 - Champion de France de poursuite individuelle | - 2017 - Champion de France de l'américaine (avec Thomas Boudat) - 2e de la poursuite individuelle - 2018 - 2e de la poursuite individuelle - 2e de l'américaine - 3e de la poursuite par équipes |

### En cyclo-cross
| - 2013-2014 - Cyclo-cross de Poitiers - 2014-2015 - Cyclo-cross de Poitiers | - 2018-2019 - Cyclo-cross de Naintré |

### Distinctions
- Vélo d'or français : 2008